# ALCOHOLTRAZZ
アルコールトルス (ALCOHOLTRAZZ) は、2022年４月にKENを中心に結成されたヘヴィメタルコピーバンドである。

## メンバー

### 現メンバー
- SHO（ヴォーカル 2022年 - ）
- KEN（ギター 2022年 - ）
- SHU（ベース 2022年 - 2024年）
- RIO（キーボード 2022年 - ）
- MINO（ドラムス 2022年 -）

### 元メンバー
- Mr.Junko（ヴォーカル 2022年４月15日 - ５月１日）
- SHU（ベース 2022年 - 2024年）

## 歴史
2005年、SHUとMINOは千葉ZXのハードロックセッションで出会う。その日SHUとZXに来ていた共通の知り合い大王（ギタリスト）と共にGary Mooreのコピーバンド(単発)を2007年に結成する。
2010年、SHUの大学の後輩であるKENはSHUの紹介でMINOと六本木のゆにおん食堂で出会う（KENはギターリストでYngwie Malmsteenが弾けるという話を聞いていたものの、2020年までスタジオに入ったことはなかった）。
2015年、亀戸のセッションバーでMINOとRIOは出会う。
2020年、MINOはKENとSHUにRIOを紹介し、インストバンドを結成。スタジオに集まり合わせるようになる。
2021年、バンドはまだ正式なヴォーカルが決まっていなかった。
同年8月に初めて参加した北千住のgr8cafeのセッションで、Mr.Junkoに目をつける。理由は「動きが面白くてオーディエンスを沸かしてくれそうだから」。
同年11月22日、日比谷の居酒屋でMr.Junkoをメンバーとして迎える。
2022年４月15日、バンド名「ALCOHOLTRAZZ」と正式に決まる。これはSHUによる案である。
2022年４月30日、翌日に行われる浜松町隠れ家での初披露LIVEに備えて高田馬場スタジオNOAHで前日リハーサルをしていた。リハーサル後の居酒屋で、泥酔したMr.Junkoによるメンバーへの一方的な誹謗があった。
これにより5月1日の初LIVEを最後にMr.Junkoを追放(演奏後にMINOがMr.Junkoを呼び出し解雇の話をする予定であった。しかしその前に本人からバンドを抜ける話をされたために、表向きは脱退ということになっている)。
事前にRIOが声をかけていたSHOを正式に新ヴォーカルとして迎え、休止期間を設けることなく現在も精力的に活動を続けている。
このLIVE前日の暴言事件により、一部ではALCOHOLTRAZZは5月1日が結成日とされている。
また、SHOはRIOと2015年に浜松町隠れ家のハードロックセッションで出会っており、2人は2021年に結成されたバンドNightGamesのメンバーでもある。
2024年６月28日、SHU解雇。
バンド活動継続不可のため

## 作品

### アルバム
- ノー・パロール・フロム・メグロックン・ロール - No Parole from MEGUROck 'n' Roll （2022年、旧邦題：アルコールトルス）
- アルコールトルス／Meguro Live Station Sentence - Live Sentence MEGURO（2022年）

### DVD & Blu-ray
- ライブ・イン・柏 2022 ～夜祭り！夜桜真理亜生誕祭～ - LIVE IN KASHIWA 2022 -Complete Edition-（2022年）